# Lindelöf-tér
A topológiában Lindelöf-térnek nevezünk egy topologikus teret, ha benne minden nyílt fedésből kiválasztható egy megszámlálható részfedés. Minden σ-kompakt tér egyben Lindelöf-tér is, tehát a kompakt terek maguk is Lindelöf-terek. Van azonban olyan Lindelöf-tér, amely nem σ-kompakt, és így nem is kompakt.
Minden második megszámlálhatósági axiómát teljesítő topologikus tér Lindelöf, továbbá minden T3 Lindelöf-tér parakompakt.